# Elnath
Elnath (Beta Tauri, β Tau), detta anche Nath o El Nath, è la seconda stella più luminosa (dopo Aldebaran) della costellazione del Toro. Il suo nome proprio deriva dall'arabo النطح, an-naţħ, che significa quella che cozza con le corna. In effetti questa stella giace all'estremo superiore del grande corno della costellazione del Toro, proprio dove quest'ultima confina con quella dell'Auriga, tanto da essere attribuita ora all'una ora all'altra delle due costellazioni. Nel catalogo Bayer essa compare infatti anche come Gamma Aurigae (γ Aur). Nei moderni cataloghi è comunque stabilmente attribuita alla costellazione del Toro.

## Dati osservativi
La magnitudine apparente di β Tauri è +1,68, il che la rende una delle stelle più brillanti dell'intera volta celeste (per la precisione la ventisettesima in ordine di luminosità). È inoltre la stella brillante più vicina (dista infatti tre gradi in direzione ovest) al punto della volta celeste esattamente opposto al centro della Via Lattea, detto anche anticentro galattico. In questa direzione giacciono anche vaste nubi di gas, dove si stanno formando nuove stelle.

## Dati fisici
Elnath è una calda gigante blu di classe B7, con una temperatura superficiale di 13 600 K. Dista dalla Terra circa 130 anni luce; da ciò si deduce, una volta che si sia considerata anche la radiazione ultravioletta, una luminosità pari a 700 volte quella solare. Il suo raggio, ricavabile dalla temperatura e dalla luminosità, è 4,6 volte quello solare. Una sua recente misurazione ha però dato un risultato differente: β Tauri avrebbe un raggio circa sei volte quello solare. La massa della stella è 4,5 volte quella del Sole.
Relativamente al Sole, essa presenta una certa abbondanza di manganese, ma una quantità di calcio e magnesio decisamente bassa (un ottavo di quella solare). Questa peculiarità si presenta spesso in stelle di questo tipo ed è dovuta all'azione combinata della gravitazione e della radiazione che spinge certi elementi all'interno della stella e ne fa affiorare degli altri in superficie.

## Stadio evolutivo
Elnath si trova in uno stadio avanzato della sua evoluzione: anche se non ha ancora completamente esaurito l'idrogeno all'interno del suo nucleo, questo succederà in tempi relativamente brevi, abbandonando così la sequenza principale; entro qualche milione di anni si trasformerà in una gigante rossa. Troppo poco massiccia per esplodere in una supernova, è destinata a diventare una nana bianca.